# مسرح تشارنج كروس
مسرح تشارنج كروس (بالإنجليزية: Charing Cross Theatre)‏ هو مسرح أوف ويست إند أسفل الأقواس قبالة شارع فيليرز أسفل محطة تشارنج كروس.